# Xestia collina
Xestia collina là một loài bướm đêm thuộc họ Noctuidae. Loài này có ở Anpơ, từ miền nam Pháp tới miền nam Ba Lan, România, từ miền nam Phần Lan và Estonia tới dãy núi Ural, Xibia và miền bắc Mông Cổ.
Sải cánh dài 27–33 mm. Con trưởng thành bay từ the end of tháng 6 đến giữa tháng 7.
Ấu trùng ăn các loài Vaccinium, Rubus, Plantago và Achillea.